# Простое оригами
Простое оригами (англ. pureland origami) — стиль оригами, придуманный британским оригамистом Джоном Смитом. Стиль ограничен использованием только складок горой и долиной. Целью оригами является облегчение занятий неопытным оригамистам, а также людям с ограниченными двигательными навыками. Данное выше ограничение означает невозможность многих (но не всех) сложных приёмов, привычных для обычного оригами, что вынуждает к разработке новых методов, дающих сходные эффекты.
При создании моделей в данной технике ищется минимальный набор складок, который бы отражал основные черты складываемой фигурки. Также одним из отступлений относительно традиционного оригами является необязательность однозначного задания новых складок уже существующими элементами — многие складки проводятся на глаз. Однако это не есть недостаток, так как в силу принципа минимального складывания, где каждая складка обладает максимальной выразительностью, невозможность сложить две одинаковые модели выливается в огромные возможности для детского творчества (особенно касается выражений лиц и фигурок животных).